# Serethor
Serethor est une femme qui a vécu dans l'Égypte antique pendant la Ire dynastie, épouse du roi Den.

## Biographie
Serethor (Sr.t-Ḥr) est une épouse du roi Den. Elle n'est connue que par une stèle, aujourd'hui au Musée du Louvre, qui a été découverte dans la nécropole d'Oumm el-Qa'ab à Abydos où elle est enterrée près de son mari. Si son nom est conservé sur la stèle, ses titres ne le sont pas.